# Abdulrahman Al-Curashi
Abdulrahman Al-Curashi (25 de diciembre de 1997) es un deportista saudita que compite en atletismo adaptado. Ganó dos medallas en los Juegos Paralímpicos de Verano, bronce en Tokio 2020 y oro en París 2024.

## Palmarés internacional
| Juegos Paralímpicos | Juegos Paralímpicos | Juegos Paralímpicos | Juegos Paralímpicos |
| Año                 | Lugar               | Medalla             | Prueba              |
| ------------------- | ------------------- | ------------------- | ------------------- |
| 2020                | Tokio (Japón)       | Medalla de bronce   | 100 m T53           |
| 2024                | París (Francia)     | Medalla de oro      | 100 m T53           |